# Státní poradce
Státní poradce (čínsky pchin-jinem guówù wěiyuán, znaky zjednodušené 国务委员) Státní rady Čínské lidové republiky je člen Státní rady (vlády) Čínské lidové republiky, který pomáhá předsedovi Státní rady (premiérovi) a místopředsedům v jejím řízení. V hierarchii členů Státní rady státní poradci stojí níže než místopředsedové, ale výše než ministři a předsedové státních výborů a komisí.
Státní poradci Státní rady jsou navrhováni premiérem a schvalováni parlamentem, Všečínským shromážděním lidových zástupců (VSLZ). Premiér ovšem předkládá návrh na kterém se sjednotilo vedení Komunistické strany Číny. Funkční období státních poradců je stejné jako volební období parlamentu, pět let; v úřadě mohou setrvat nejvýše dvě funkční období. Odvoláni mohou být prezidentem, nebo parlamentem.
Státní poradci mohou současně stát v čele některého ministerstva, nebo koordinují a řídí několik ministerstev. Patří k vlivným čínským politikům, bývají členy širšího vedení komunistické strany, ústředního výboru.
Členy Státní rady jmenované v březnu 2023 bylo pět státních poradců:
- Li Šang-fu, ministr obrany;
- Wang Siao-chung, ministr veřejné bezpečnosti;
- Wu Čeng-lung, generální tajemník Státní rady;
- Šen I-čchin;
- Čchin Kang, ministr zahraničních věcí.

V říjnu 2023 byli na šestém zasedání stálého výboru VSLZ odvoláni Li Šang-fu a Čchin Kang.

## Seznam státních poradců
| Státní poradci Státní rady | Státní poradci Státní rady | Státní poradci Státní rady | Státní poradci Státní rady | Státní poradci Státní rady        | Státní poradci Státní rady                                             |
| Volební období VSLZ        | Státní poradci Státní rady | Nástup do úřadu            | Státní rada (vláda)        | Funkční období rady               | Předseda Státní rady                                                   |
| -------------------------- | --- | -------------------------- | -------------------------- | --------------------------------- | ---------------------------------------------------------------------- |
| 5.                         | Jü Čchiou-li, Keng Piao, Fang I, Ku Mu, Kchang Š’-en, Čchen Mu-chua, Po I-po, Ťi Pcheng-fej, Chuang Chua, Čang Ťing-fu, Čang Aj-pching                                     | 4. května 1982             | Chua a Čao                 | 5. března 1978 – 10. června 1983  | Chua Kuo-feng (do 10. září 1980) Čao C’-jang (od 10. září 1980)        |
| 6.                         | Fang I, Ku Mu, Kchang Š’-en, Čchen Mu-chua, Ťi Pcheng-fej, Čang Ťing-fu, Čang Aj-pching, Wu Süe-čchien, Wang Ping-čchien, Sung Pching                                      | červen 1983                | Čao C’-jang II             | 18. června 1983 – 9. dubna 1988   | Čao C’-jang (do 24. listopadu 1987, poté úřadující předseda Li Pcheng) |
| 6.                         | Sung Ťien | duben 1986                 | Čao C’-jang II             | 18. června 1983 – 9. dubna 1988   | Čao C’-jang (do 24. listopadu 1987, poté úřadující předseda Li Pcheng) |
| 7.                         | Li Tchie-jing, Čchin Ťi-wej, Wang Ping-čchien, Sung Ťien, Wang Fang, Cou Ťia-chua (od dubna 1991 místopředseda Státní rady), Li Kuej-sien, Čchen Si-tchung, Čchen Ťün-šeng | duben 1988                 | Li Pcheng I                | 9. dubna 1988 – 28. března 1993   | Li Pcheng                                                              |
| 7.                         | Čchien Čchi-čchen | duben 1991                 | Li Pcheng I                | 9. dubna 1988 – 28. března 1993   | Li Pcheng                                                              |
| 8.                         | Li Tchie-jing, Čch’ Chao-tchien, Sung Ťien, Li Kuej-sien, Čchen Ťün-šeng, Ismail Ähmäd, Pcheng Pchej-jün, Luo Kan                                                          | březen 1993                | Li Pcheng II               | 28. března 1993 – 17. března 1998 | Li Pcheng                                                              |
| 9.                         | Čch’ Chao-tchien, Luo Kan, Wu I, Ismail Ähmäd, Wang Čung-jü | březen 1998                | Ču Žung-ťi                 | 17. března 1998 – 16. března 2003 | Ču Žung-ťi                                                             |
| 10.                        | Čou Jung-kchang, Cchao Kang-čchuan, Tchang Ťia-süan, Chua Ťien-min, Čchen Č’-li                                                                                            | březen 2003                | Wen Ťia-pao I              | 16. března 2003 – 17. března 2008 | Wen Ťia-pao                                                            |
| 11.                        | Liou Jen-tung, Liang Kuang-lie, Ma Kchaj, Meng Ťien-ču, Taj Ping-kuo, | březen 2008                | Wen Ťia-pao II             | 16. března 2008 – 15. března 2013 | Wen Ťia-pao                                                            |
| 12.                        | Jang Ťing (odvolán 24. února 2018), Čchang Wan-čchüan, Jang Ťie-čch’, Kuo Šeng-kchun, Wang Jung                                                                            | březen 2013                | Li Kche-čchiang I          | 15. března 2013 – 19. března 2018 | Li Kche-čchiang                                                        |
| 13.                        | Wej Feng-che, Wang Jung, Wang I, Siao Ťie, Čao Kche-č’ | březen 2018                | Li Kche-čchiang II         | 18. března 2018 – 12. března 2023 | Li Kche-čchiang                                                        |
| 14.                        | Li Šang-fu (odvolán 24. října 2023), Wang Siao-chung, Wu Čeng-lung, Šen I-čchin, Čchin Kang (odvolán 24. října 2023)                                                       | březen 2023                | Li Čchiang                 | 12. března 2023 – 2028            | Li Čchiang                                                             |